# Iso Rivolta IR 300
Iso Rivolta IR 300 – samochód sportowy klasy wyższej produkowany przez włoską firmę Iso i produkowany w latach 1962–1970. Wyposażony był on w nadwozie typu coupé. Samochód był napędzany przez silnik V8 o pojemności 5,4 l. Wyprodukowano łącznie około 780 egzemplarzy tego modelu.

## Dane techniczne

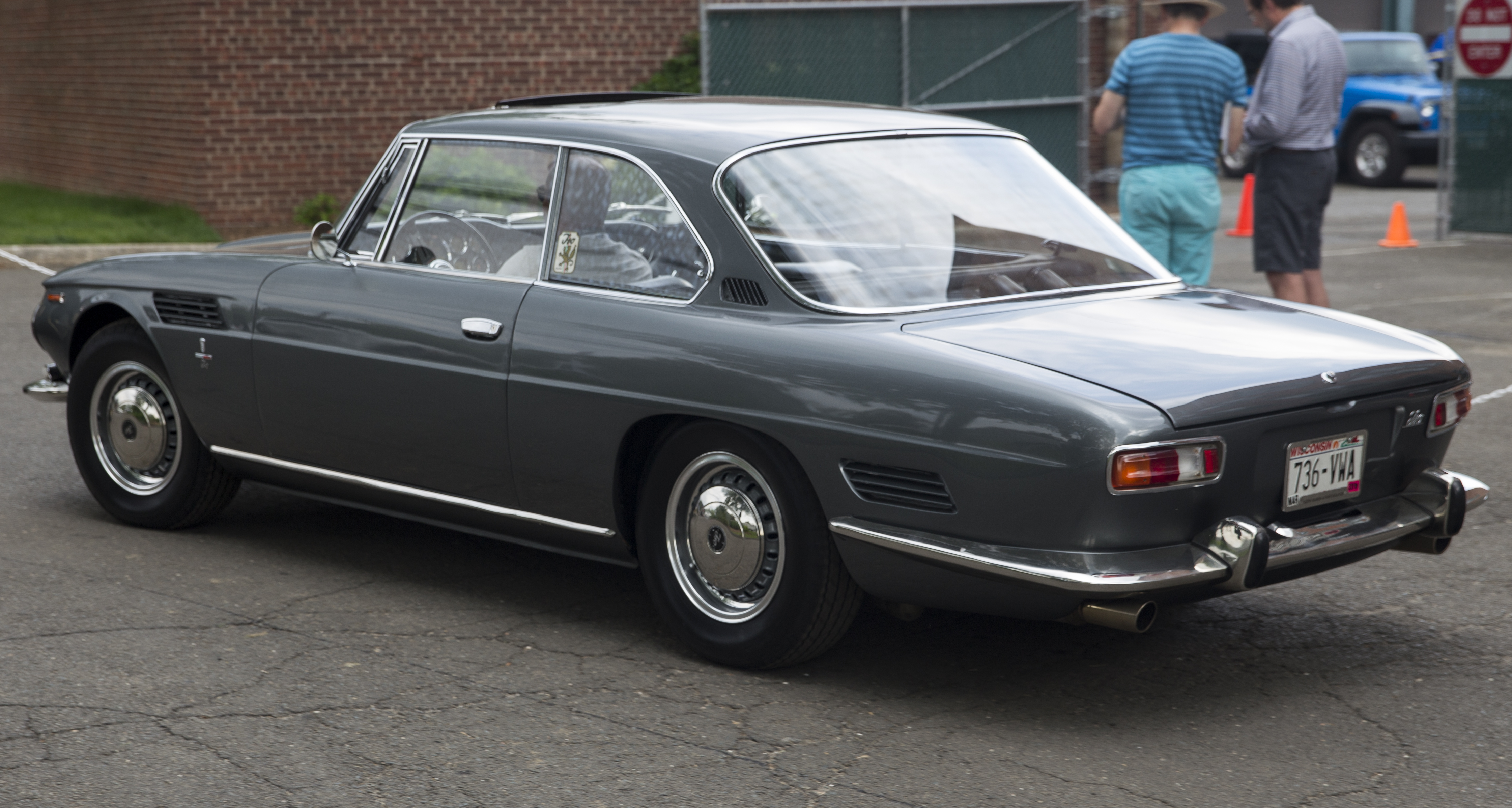
Iso Rivolta IR 300 - tył

- Silnik: V8 5,4 l (5354 cm³)[1]
- Układ zasilania: b.d.
- Średnica × skok tłoka: b.d.
- Stopień sprężania: b.d.
- Moc maksymalna: 304 KM (224 kW)[1]
- Maksymalny moment obrotowy: b.d.
- Prędkość maksymalna: b.d.